# Eklizi-Burun
Eklizi-Burun (ukr. Еклізі-Бурун, krm. Eklizi Burun) — zachodni, wyższy szczyt jajły Czatyrdah, jeden z najwyższych szczytów (1527 m n.p.m.) Gór Krymskich.
Szczyt zbudowany jest z wapieni. Sąsiedni, niższy szczyt tej jajły – Angar-Burun, znajduje się nad Przełęczą Angarską.